# Мирко Милутиновић
Мирко Милутиновић (Тунис, 22. јануар 1917) био је југословенски амбасадор у Холандији.

## Биографија
Рођен у Тунису, тадашњој Француској колонији, завршио је Правни факултет у Београду (1939) и на истом факултету похађао је докторски курс за јавно право (1939—1940). У току рата био је у заробљеништву у Немачкој. Од 1947. године постаје члан СКЈ. После ослобођења био је секретар Института за међународне проблеме Министарства иностраних послова, секретар Амбасаде ФНРЈ у Лондону, секретар за спољнополитичка питања у Кабинету председника Републике, амбасадор у Бурми и опуномоћени министар у Тајланду и шеф Протокола у Генералном секретаријату Председника Републике.
Носилац је више одликовања.